# Después del silencio
Después del silencio es una película argentina filmada en blanco y negro dirigida por Lucas Demare sobre el guion de Sixto Pondal Ríos que tuvo como protagonistas a Arturo García Buhr, María Rosa Gallo, Guillermo Battaglia y Mario Passano que se estrenó el 13 de septiembre de 1956.  que mientras se filmaba se llamó Aurora de libertad. Fue la última película en la que intervino Gloria Bayardo. 

## Producción
La película fue realizada a principios de 1956, y se estrenó como parte de los festejos por el primer aniversario del golpe de Estado, que derrocó al gobierno de Juan Domingo Perón. Fue parte de un grupo de películas afines al nuevo régimen de gobierno.

## Sinopsis
A mediados de la década de 1950 un médico que debe atender a un detenido por la policía que ha sido torturado, comienza a ser perseguido. Está inspirada libremente en el caso del estudiante Ernesto Mario Bravo.

## Reparto
- Arturo García Buhr …Dr. Anselmo Demarco
- María Rosa Gallo …Laura
- Guillermo Battaglia …Pablo Garrido
- Mario Passano …Jacinto Godoy
- Morenita Galé ...Amante de Garrido
- Enrique Fava …Comisario Portela
- Pedro Laxalt …Comisario Blanco
- Blanca Tapia …Beatriz
- Gloria Bayardo …Directora de escuela
- Raúl del Valle…Giordano
- Josefa Goldar …Sra. Godoy
- Violeta Antier ...Srta. Daneri
- Domingo Mania …Inspector de escuelas
- Orestes Soriani …Juez
- Enrique Borrás
- Miguel Dante
- Julio Bianquet …Policía 1
- Tito Grassi
- Aurelia Ferrer …Benita
- Romualdo Quiroga …Torturador
- Warly Ceriani …Médico
- Stella Maris Closas …Kuky
- Rogelio Romano
- Francisco Audenino
- Jorge Villoldo …Delegado
- Lucía Barause …Detenida
- Mercedes Llambí
- Domingo Garibotto …Detenido
- Fernando Campos
- Eduardo Humberto Nóbili …Secretario de Garrido
- Jorge Aries
- Laura Saniez …Enfermera 1
- Teresa Blasco …Enfermera 2
- Roberto Bordoni
- Luis de Lucía
- Alfredo Santa Cruz
- Rafael Diserio …Policía 2
- Mónica Linares
- Eduardo Primo
- Carlos A. Tapia
- Jacinto Curtis
- Luis Odierna
- Jorge Hilton …Extra

## Comentarios
Clarín dijo:

”El film llama a las cosas por sus palabras justas. Su historia interesa por sí misma, prescindiendo del mensaje que sugiere.”

El crítico Marcelo Scotti escribió: 

”Después del silencio no es una buena película. Este juicio no se refiere al contenido de su crítica ni a la veracidad de los hechos que expone, sino a su calidad cinematográfica. Resulta un film desprolijo y descuidado, apoyado en un guion con huecos narrativos importantes y con escaso esmero en la construcción de unos personajes que se representan mediante el trazo grueso, la declamación constante y, llegado el caso, la alocución a cámara, en un gesto grosero que intenta subrayar la intención de denuncia y propaganda que subtiende toda la obra.”

El Mundo opinó sobre el filme:

”¿Hablar del film como expresión cinematográfica? Es inobjetable su dirección… y otro tanto ocurre con la interpretación pero en el caso que nos ocupa eso es secundario, lo que importa es la verdad tremenda que hemos vivido y que ahora enfrentamos proyectada sobre la tela, ahí está su gran mérito.”

Manrupe y Portela escriben:

”Panfletaria hasta lo infantil, es una de las más agudas críticas al régimen peronista depuesto…hoy con más curiosidad histórica que calidad cinematográfica.”